# Anomala hoepfneri
Anomala hoepfneri är en skalbaggsart som beskrevs av Bates 1888. Anomala hoepfneri ingår i släktet Anomala och familjen Rutelidae. Inga underarter finns listade i Catalogue of Life.